# ТЕС Баркер-Інлет
ТЕС Баркер-Інлет – теплова електростанція на півдні Австралії.
В 2019 році на майданчику станції ввели в дію дванадцять генераторних установок на основі двигунів внутрішнього згоряння потужністю по 17,6 МВт. Станція може вийти на повну потужність всього за 5 хвилин, що важливо для збалансування системи з великою часткою відновлюваних джерел.
ТЕС працює на природному газі, який надходить до Аделаїди по трубопроводах Мумба – Аделаїда та Айона – Аделаїда. Як резервне паливо можуть використовувати нафтопродукти.
Видача продукції відбувається під напругою 275 кВ.